# Omphacodes directa
Omphacodes directa är en fjärilsart som beskrevs av Walker 1861. Omphacodes directa ingår i släktet Omphacodes och familjen mätare. Inga underarter finns listade i Catalogue of Life.